# Giersleben
Giersleben ist eine Gemeinde im Salzlandkreis in Sachsen-Anhalt (Deutschland). Sie ist Mitglied der Verbandsgemeinde Saale-Wipper.
Erstmals urkundlich erwähnt wird der Ort unter der Bezeichnung Gereslevo in einer von Otto I. unterzeichneten Urkunde aus dem Jahr 937. Sie befindet sich heute im Stadtarchiv Goslar.

## Geografie
Die Gemeinde Giersleben liegt im Tal der unteren Wipper, wenige Kilometer vor deren Mündung in die Saale. Die Stadt Güsten ist fünf Kilometer entfernt,  Aschersleben neun Kilometer. Zu Giersleben gehören die Ortsteile Strummendorf (vormals Salmutshof) und Hopfenberg. Das ehemals waldreiche Gebiet nordwestlich des Wippertales am Südrand der Magdeburger Börde wird wegen der guten Böden landwirtschaftlich intensiv genutzt. Angrenzende Gemeinden sind Staßfurt, Aschersleben, Güsten und Hecklingen.

## Kultur und Sehenswürdigkeiten

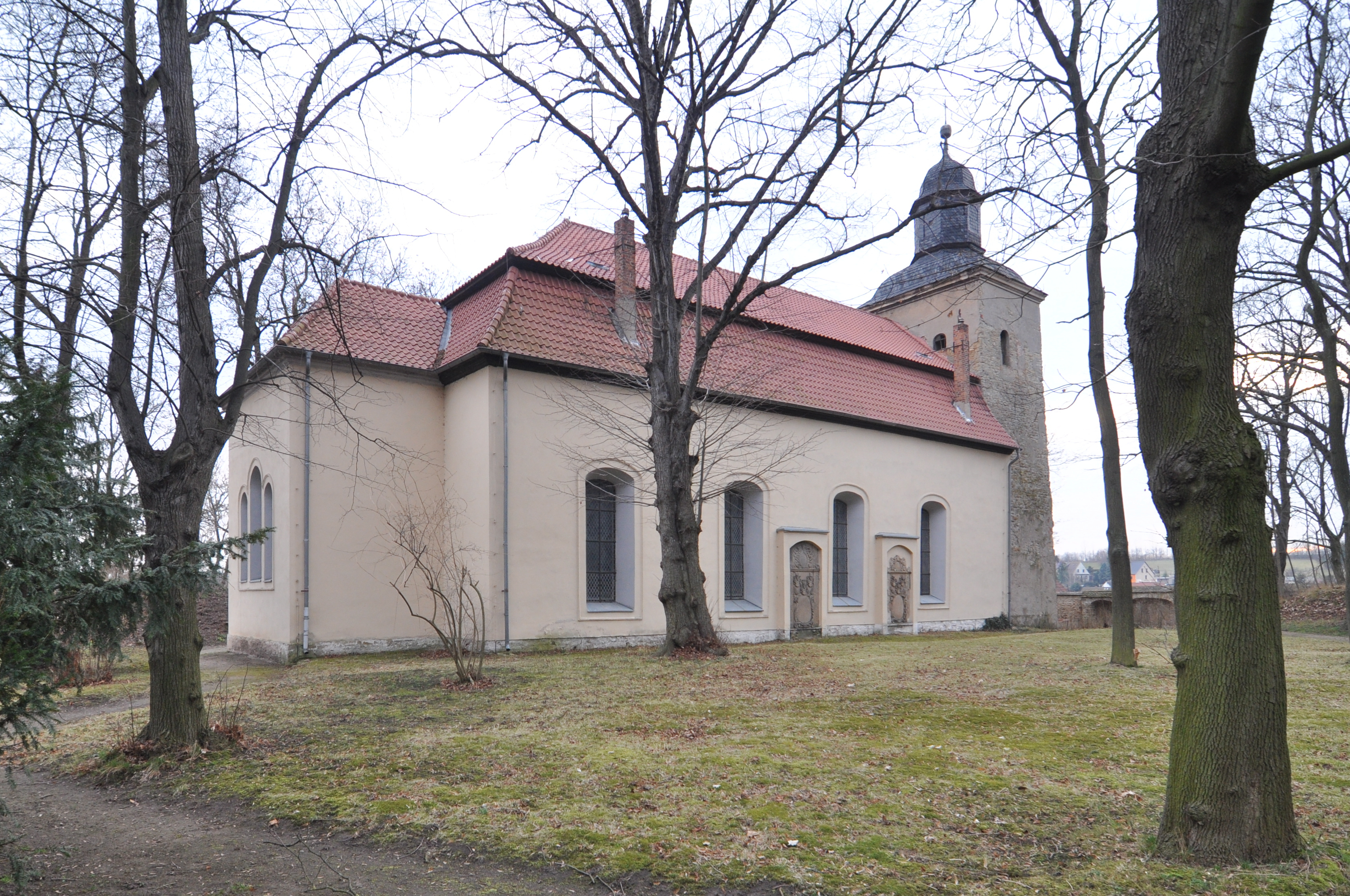
Gnadenkirche Giersleben

Auf dem Kirchberg in Giersleben steht die nach Umbau 1759 geweihte Gnadenkirche (Baujahr 1060). Sie ist teilweise gotischen Baustils, zählt zu den schönsten Gebäuden in Giersleben. Zusammen mit der Kirche in Nachbarort Klein Schierstedt ist sie die einzige auf einem Hügel errichtete Kirche im Umkreis der Nachbargemeinden. Ihre im Jahr 1587 in Magdeburg gegossene Glocke ist eine der ältesten Glocken aus der Zeit nach der Reformation. Des Weiteren findet man in Kirchnähe ein Kriegerdenkmal, das an den Ersten Weltkrieg erinnert.
Der neu gestaltete Friedhof liegt am westlichen Ende von Giersleben.
Auf dem Hof neben der Schule in der Siedlung 225b befindet sich seit 1970 ein Gedenkstein zur Erinnerung an den KPD-Führer Ernst Thälmann. Westlich des Ortes an der L 72 zwischen Schackenthal und Warmsdorf befindet sich der 1838 errichtete Obelisk bei Giersleben, der allerdings zu Amesdorf gehört.
Zu den Veranstaltungen zählt jedes Jahr das Dorffest mit dem traditionellen „Wipperrennen“, wobei hier in früheren Jahren mit selbstgebauten Booten und heute auf Reifen die Wipper heruntergefahren wird.
Die Kulturdenkmale der Gemeinde sind in der Liste der Kulturdenkmale in Giersleben eingetragen, die Bodendenkmale in der Liste der Bodendenkmale in Giersleben. Am Südrand des Dorfes befindet sich die Lukasmühle.

## Einrichtungen
Giersleben verfügt über eine Kegelbahn, einen Veranstaltungssaal und eine Festbühne.
Die Gemeinde hat eine Freiwillige Feuerwehr mit modernsten Einsatzfahrzeugen und Ausrüstungen. Sie wurde am 11. September 1890 gegründet.
Der Schützenverein Union 91 e. V. des Ortes wurde am 19. März 1991 gegründet und verfügt über einen eigenen Schützenplatz.
Das Dorf verfügt über einen Kindergarten und eine Grundschule mit Sporthalle. Bis zum Jahr 2005 war in Giersleben auch eine Sekundarschule ansässig, doch diese wurde aufgrund zu niedriger Schülerzahlen geschlossen.
Des Weiteren finden sich in Giersleben noch ein Zahnarzt, ein Allgemeinmediziner, eine Poststelle und ein Altenpflegeheim.

## Politik
Am 24. Februar 2013 wurde Peter Rietsch zum Bürgermeister der Gemeinde gewählt.

### Gemeinderat
Der Gemeinderat setzt sich aus zehn Ratsmitgliedern zusammen.
Nach der Wahl am 6. Juni 2024 gibt es diese Sitzverteilung:

- Freie Bürger Giersleben: (8 Sitze)
- CDU: (1 Sitz)
- DIE LINKE: (1 Sitz)

### Gemeindezugehörigkeit
Bis 2005 war Giersleben Mitglied der Verwaltungsgemeinschaft Wippertal. Seit dem 1. Januar 2005 gehörte Giersleben zur Verwaltungsgemeinschaft Stadt Hecklingen. Im Mai 2009 wurde die Auflösung dieser Verwaltungsgemeinschaft beschlossen. Im Juni 2009 unterzeichneten die Bürgermeister von Giersleben, der Mitgliedsgemeinden der Verwaltungsgemeinschaft Saale-Wipper sowie Amesdorf die Vereinbarung zur Gründung der Verbandsgemeinde Saale-Wipper zum 1. Januar 2010.
Im November 2010 begann die Bürgerinitiative Wir sind Giersleben mit der Sammlung von Unterschriften gegen die Mitgliedschaft Gierslebens in der neuen Verbandsgemeinde. Vorrangiges Ziel der Initiative ist es, Giersleben in die Stadt Aschersleben einzugemeinden. Insgesamt wurden 362 Unterschriften gesammelt, die am 23. November 2010 dem Gemeinderat übergeben wurden. Wegen Nichteinhaltung von Fristen wurde der Antrag am 31. Januar 2011 vom Gemeinderat Giersleben abgelehnt. Am 17. August 2011 gab die Kommunalaufsicht des Salzlandkreises jedoch bekannt, dass die Bürgerinitiative doch zulässig ist. Bei einem Bürgerentscheid 2014 stimmten schließlich 65,4 Prozent gegen eine Eingemeindung nach Aschersleben.

## Wirtschaft und Infrastruktur
Die Infrastruktur wurde seit den 1990er Jahren erheblich verbessert: Neue Straßen in teils modernem und teils historischem Aussehen werten das Dorf erheblich auf. Die neuen Brücken über die Wipper erleichtern es den Schwertransporten, das Dorf zu passieren.
Giersleben hat einen Haltepunkt an der Bahnstrecke (Dessau–)Köthen–Aschersleben. Weiterhin zweigt hier die Bahnstrecke nach Blankenheim ab.
An Giersleben führt die Bundesautobahn 36 vorbei. Diese führt von der A 39 in Braunschweig mit Anschluss zur A 369 bei Vienenburg zur A 14 bei Bernburg und verbindet so den Harz mit der Region Anhalt.

## Persönlichkeiten
- August Wilhelm von Braun (1701–1770), preußischer Generalleutnant und Ritter des Ordens Pour le Mérite
- Heinrich Gottlob von Braun (1717–1798), preußischer General der Infanterie
- August Carl Eduard Baldamus (1812–1893), evangelischer Theologe, Lehrer und Ornithologe
- Anton von Braunbehrens (1792–1859), deutscher Beamter und Abgeordneter
- Adolf von Braunbehrens (1819–1870), Regierungspräsident in Dessau
- Friedrich Graf (1858–1929), Lehrer und Heimatforscher in der Region Oranienbaum